# Улица Гюмнаазиуми
Улица Гюмна́азиуми (эст. Gümnaasiumi tänav, в начале XX века эст. Gümnasiumi tänav — букв. «Гимназическая улица») — короткая (149 м) улица в историческом районе Старый город Таллина (Эстония), идёт от улицы Кооли вдоль крепостной стены до улицы Суур-Клоостри.

## История
Название улицы, как и соседних — Кооли (Школьная) и Лабораториуми (Лабораторная), связано с располагавшейся поблизости школой, ныне — гимназией Густава Адольфа.
Немецкие названия улицы в источниках начала XX века — нем. Gymnasiumstraße и нем. Gymnasiumsgasse, упоминается также как нем. Klostermarkt.
С 1939 по 1989 год носила общее с соседней улицей название Кооли.

## Застройка улицы
- Дом 1 — башня Сауна;
- дом 1а — башня Кулдъяла;
- дом 3 — культурный центр «Кодулинна Мая» (эст. «Kodulinna Maja»)[4].

## Улица в кинематографе
Герои советского фильма «Гамлет» снимались на фоне старой крепостной стены Таллина между башнями Нунна, Сауна и Кулдъялг, напротив гимназии Густава Адольфа.
Этот же участок городской стены рассматривают капитан Пауль Кригер, барон Георг фон Шлоссер и Лотта Фишбах во время экскурсии по Таллину в 4-й серии фильма «Вариант „Омега“».